# 4231 Fireman
4231 Fireman este un asteroid din centura principală, descoperit pe 11 noiembrie 1976 de Harvard Observatory.